# Athlétic Club Léopards de Dolisie
Athlétic Club Léopards de Dolisie, conosciuto anche solo come AC Léopards o semplicemente Léopards, è una società calcistica congolese con sede nella città di Dolisie.
Vanta la vittoria di due titoli nazionali, quattro coppe congolesi, due supercoppe nazionali e la Coppa della Confederazione CAF 2012. Inoltre la squadra è arrivata in seconda posizione in campionato nel 2009 nel 2010 e nel 2011 ed è stata finalista di coppa nel 2012. La squadra ha giocato la Supercoppa CAF nel 2013, perdendo 2-1 contro l'Al-Ahly.
I Léopards vantano 18 partecipazioni alla Coppa della Confederazione CAF, 12 alla CAF Champions League e 1 alla Supercoppa CAF.

## Palmarès

### Competizioni nazionali
- Congo Premier League: 5

2011-2012, 2012-2013, 2015-2016, 2016-2017, 2023-2024
- Coppa della Repubblica del Congo: 5

2008-2009, 2010-2011, 2012-2013, 2015-2016, 2016-2017
- Supercoppa della Repubblica del Congo: 2

2009, 2011

### Competizioni internazionali
- Coppa della Confederazione CAF: 1

2012

### Altri piazzamenti
- Congo Premier League:

Secondo posto: 2008-2009, 2009-2010, 2010-2011
- Coppa della Confederazione CAF:

Semifinalista: 2014
- Supercoppa CAF:

Finalista: 2013

## Rosa
| N. |                           | Ruolo | Calciatore                |
| -- | ------------------------- | ----- | ------------------------- |
| 1  | RD del Congo (bandiera)   | P     | Lutunu Dulé               |
| 2  | Rep. del Congo (bandiera) | D     | Ulrich Nzamba Mombo       |
| 5  | Rep. del Congo (bandiera) | D     | Boris Moubhio             |
| 5  | Rep. del Congo (bandiera) | D     | Chancel Gombessa          |
| 6  | Rep. del Congo (bandiera) | D     | Dimitri Magnoléké Bissiki |
| 7  | Rep. del Congo (bandiera) | A     | Rudy Guélord Bhebey Ndey  |
| 8  | Rep. del Congo (bandiera) | C     | Herman Prestone Lakolo    |
| 9  | Rep. del Congo (bandiera) | A     | Arouna Biné Dramé         |
| 10 | RD del Congo (bandiera)   | C     | Tychique Ntela Kalema     |
| 11 | RD del Congo (bandiera)   | C     | Eric Nyamba               |
| 12 | Rep. del Congo (bandiera) | C     | Césaire Gandzé            |

| N. |                           | Ruolo | Calciatore                     |
| -- | ------------------------- | ----- | ------------------------------ |
| 13 | Rep. del Congo (bandiera) | C     | L. Moukassa                    |
| 14 | Rep. del Congo (bandiera) | C     | Rochel Kivouri                 |
| 16 | Rep. del Congo (bandiera) | P     | Chancel Massa                  |
| 17 | Rep. del Congo (bandiera) | C     | Bienvenue Kombo                |
| 18 | Rep. del Congo (bandiera) | A     | Kaya Boukama                   |
| 19 | Rep. del Congo (bandiera) | A     | Héritier Ngouelou              |
| 20 | Rep. del Congo (bandiera) | A     | Franchel Ibara                 |
| 21 | Camerun (bandiera)        | C     | Bienvenu Tipa                  |
| 22 | Rep. del Congo (bandiera) | P     | Gildas Kiyari Mouyabi          |
| 23 | Rep. del Congo (bandiera) | C     | Malozi Gildas Mpassi           |
| 25 | Rep. del Congo (bandiera) | D     | Dieudonné Childran Miangounina |